# Тифонтай, Николай Иванович
Николай Иванович Тифонтай (настоящее имя — Цзи Фэнтай, кит. упр. 纪凤台, пиньинь Jì Fèngtái, 1849? — 1910) — китайский купец, в годы Русско-японской войны — один из главных снабженцев русской армии.

## Биография

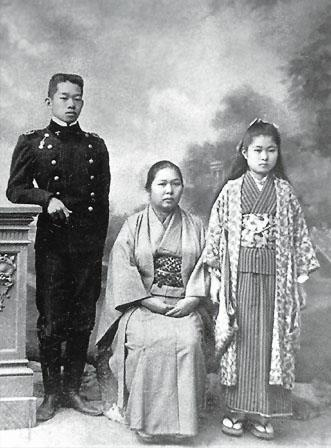
Семья Тифонтая (жена, сын и дочь)

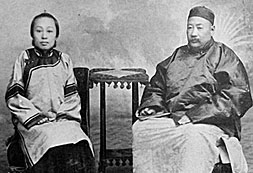
Тифонтай с женой Ян Ун Цзы

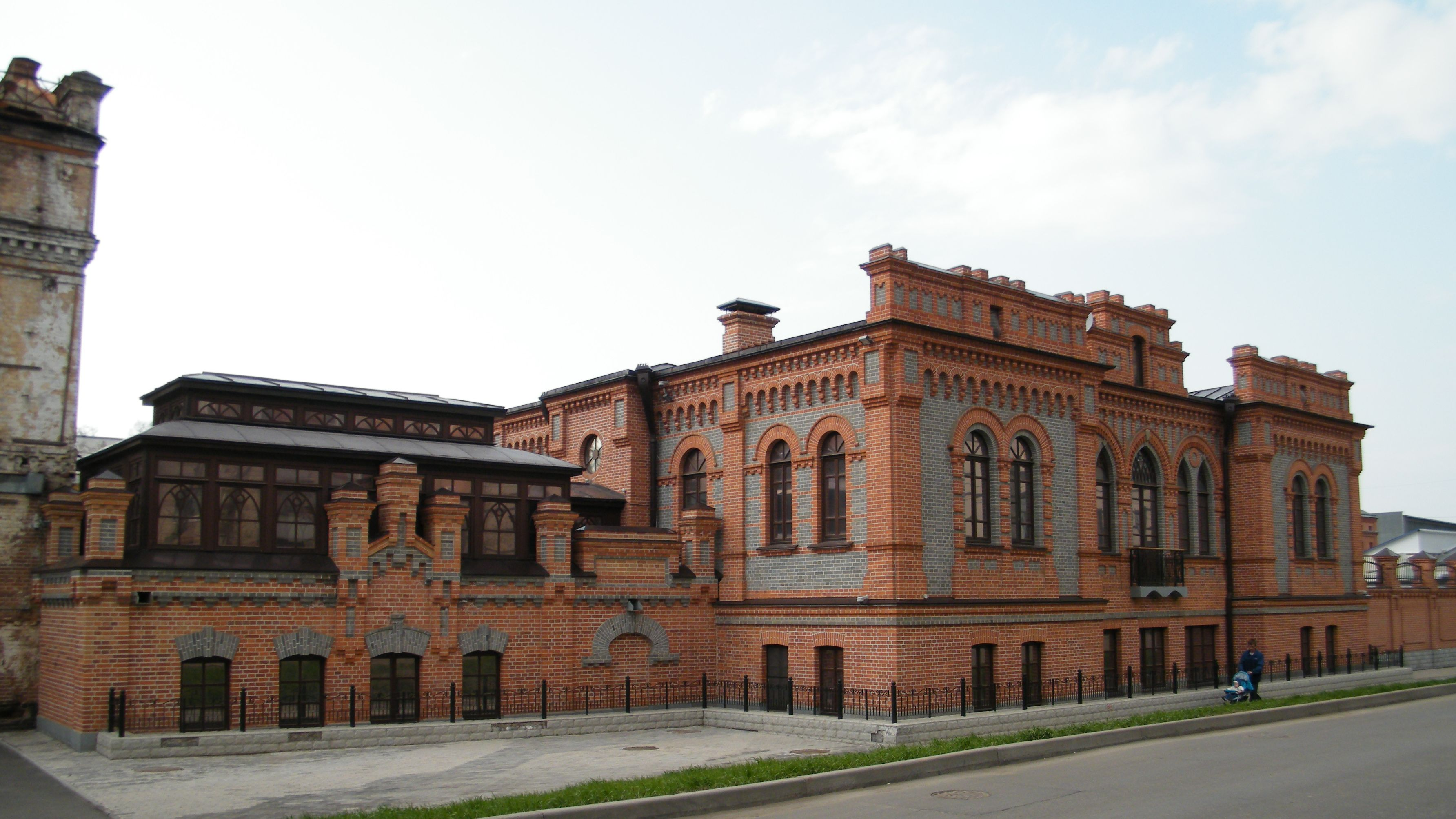
Контора и магазин купца Тифонтая
(Хабаровск, ул. Советская, 3)

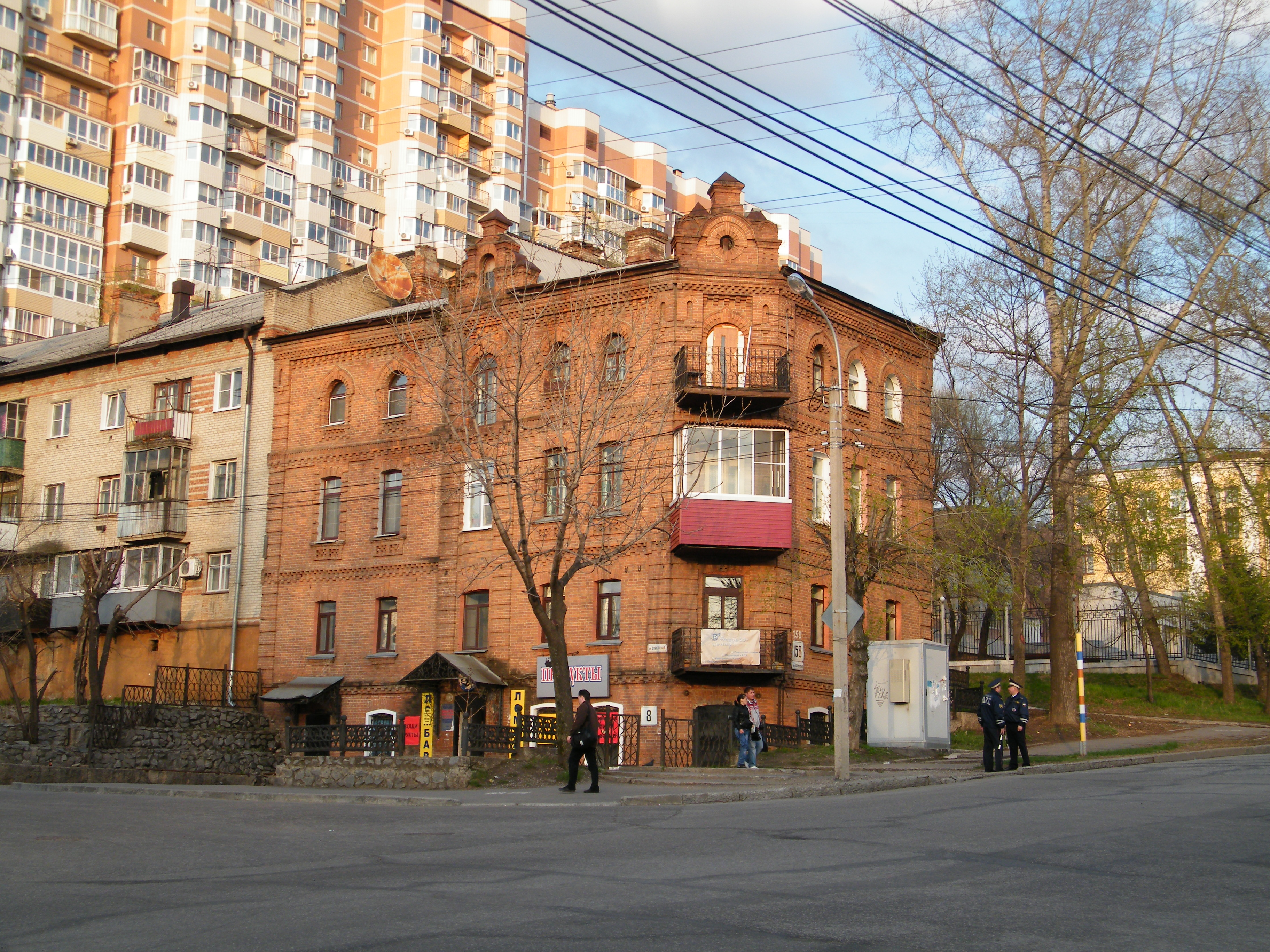
Дом купца Тифонтая
(Хабаровск, ул. Советская, 8)

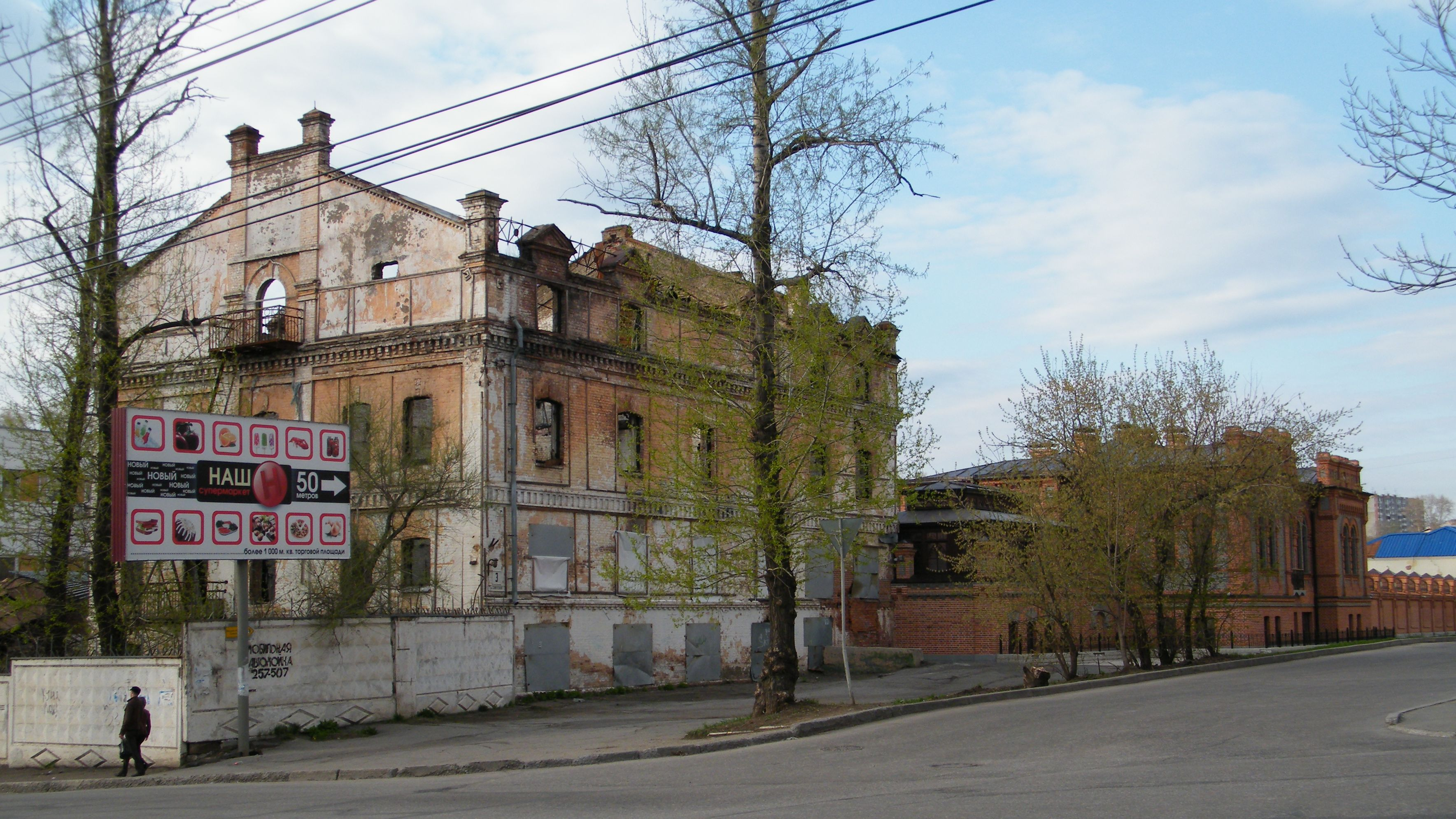
Мельница купца Тифонтая
(Хабаровск, ул. Советская, 3)
После пожара 2006 года не восстановлена

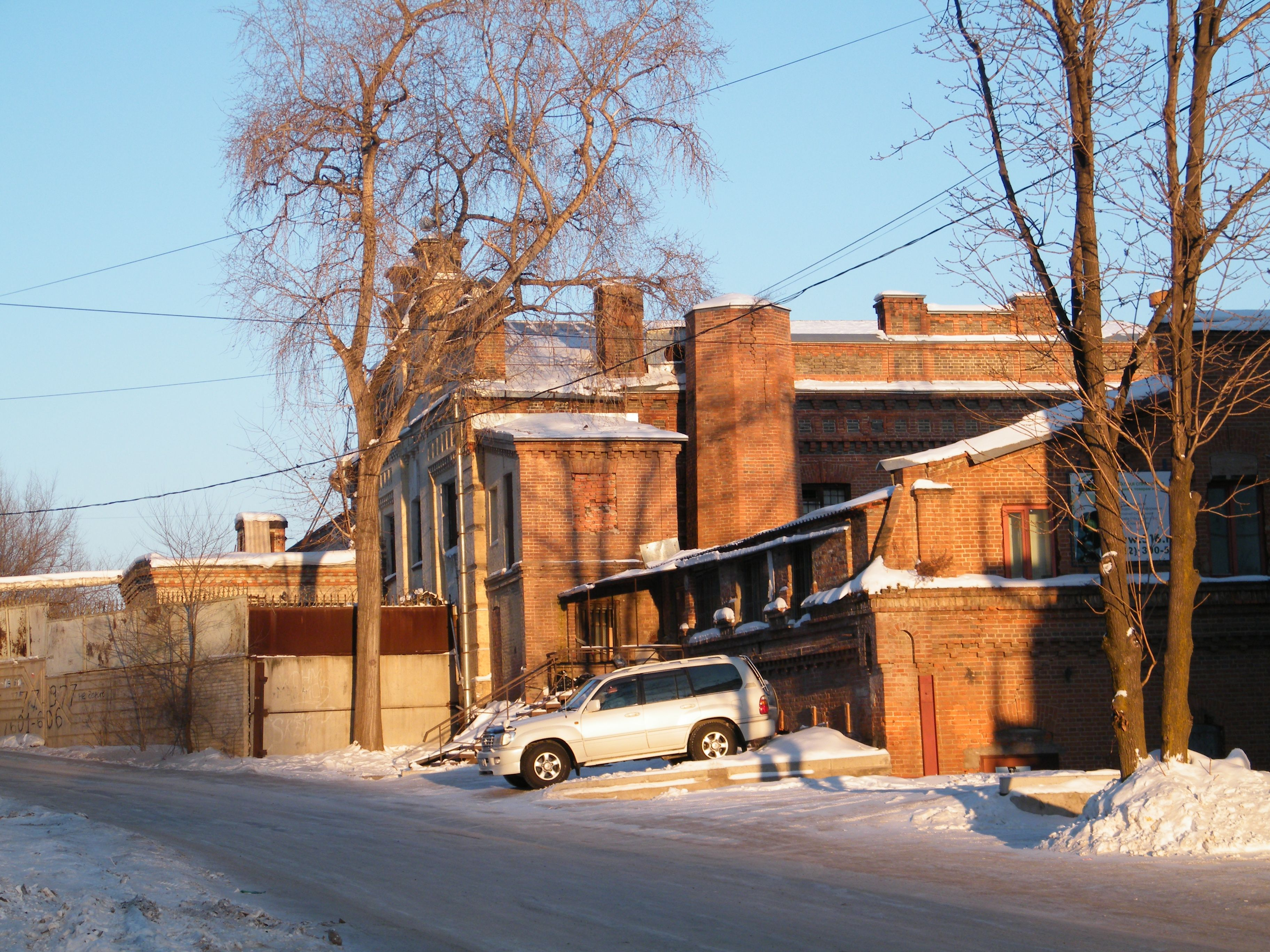
Табачная фабрика купца Тифонтая
До середины 1980-х гг. в Хабаровске выпускались папиросы «Север» и «Прибой»

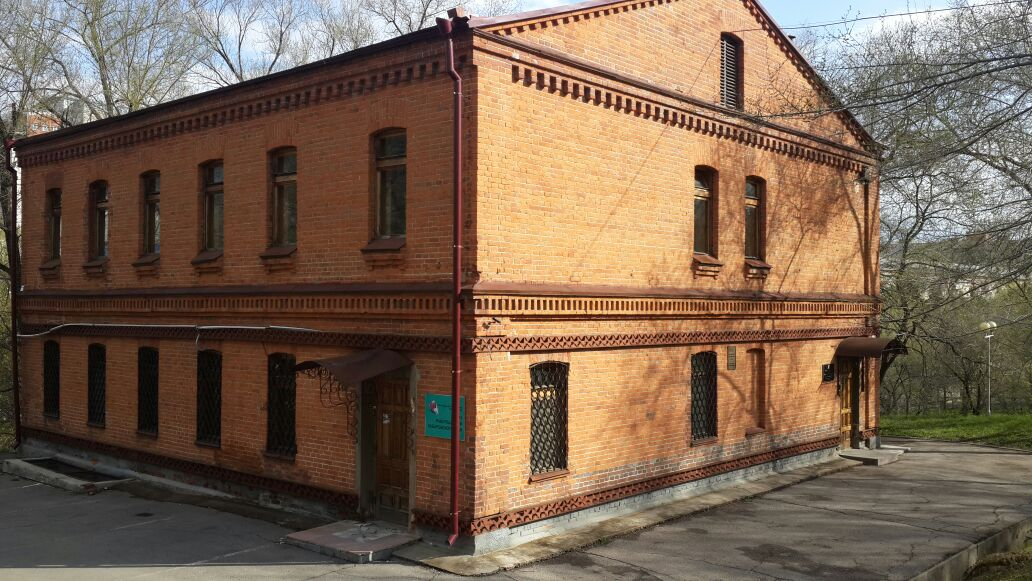
Доходный дом Тифонтая
(Хабаровск, ул. Тургенева, 69)

О ранних годах жизни Тифонтая известно мало. Согласно китайским источникам, Цзи Фэнтай являлся выходцем из уезда Хуансянь провинции Шаньдун. В 1873 году в качестве переводчика он приехал в Россию с первой партией завербованных правительством Российской империи в Шаньдуне китайских рабочих, которых привлекли к строительству портов и городов Дальнего Востока. Через некоторое время он стал работать переводчиком в администрации Приморской области и Хабаровска. В 1886 году он участвовал в русско-китайских переговорах об уточнении границы, в которых отстаивал интересы России. За эту его деятельность он до сих пор нелюбим китайскими историками. Во время переговоров Цзи Фэнтай обманул своих соплеменников, что привело к тому, что они поставили пограничный столб не в том месте, в результате чего к России отошла значительная территория под Хабаровском (Китай смог вернуть её лишь в 2005 году).
Русская сторона подкупила изменника родины купца Цзи Фэнтая. Внешность у него китайская, а сердце русское…
В 1882 году Тифонтай участвовал в расследовании убийства Евгения и Иосифа Куперов, сыновей местного купца, компаньона этого купца Чжун Си-Цзина и приказчика Ма в бухте Пластун. Тифонтай сумел оградить от преследований со стороны полиции четверых невиновных китайцев. Впоследствии было установлено, что убийство совершили семеро нанятых купцом Купером китайцев из соседних фанз.
Сведения о торговой деятельности Тифонтая разнятся. По одним сведениям, в Россию он прибыл будучи уже купцом, по другим — накопил деньги в России и открыл торговую лавку и мастерскую. Став впоследствии достаточно крупным предпринимателем, Тифонтай старался помогать своим соотечественникам, например, ещё в середине 1880-х годов немало китайцев торговало на Дальнем Востоке по полученным от него доверенностям. 21 марта 1889 года в рапорте № 777 о китайской общине, занимавшейся хлебопашеством и добычей пушнины, полковник Глен отмечал:
Вся торговля оседлых и пришлых сосредоточена в руках одного китайца Тифонтая, имеющего оседлость в Хабаровке. Определить заработки пришельцев отдельно от оседлых невозможно даже приблизительно, вся сумма торговых оборотов простирается до 40 тысяч.
С середины 1880-х годов Тифонтай пытался стать подданным России. В июле 1885 году на имя военного губернатора Приморской области генерал-майора Баранова поступило прошение о принятии в русское подданство, которое было отклонено, поскольку Тифонтай не перешёл в православие. В марте 1891 года во Владивосток приехал наследник престола Николай Александрович (будущий Николай II). Во время прогулки он случайно зашёл в мастерскую к Цзи Фэнтаю и познакомился с ним. Николай попросил его помочь в выборе пушнины. Когда Тифонтай исполнил его просьбу, не зная, кто такой Николай, тот предложил ему чиновничью должность, на что купец ответил отказом. Тогда Николай присвоил ему высший купеческий титул.
20 июля 1891 года Тифонтай написал второе прошение о принятии его в русское подданство.
Я выехал из пределов Китая еще молодым человеком и, не имея там никого из близких и родных, совершенно отвык от жизни и обычаев своей прежней родины, и у меня решительно нет никаких связывающих обстоятельств с нею. Напротив, мое имущественное положение и мои занятия связывают меня всецело с Российской империей, ставшей мне второй родиной и оставлять которую по доброй воле я никогда не желал бы. При таких обстоятельствах оставаться подданным Китайской империи, ставшей мне совершенно чужой, нет ни цели, ни желания. Напротив, я буду считать для себя за большое счастье и честь быть гражданином Русского государства.
Прошение было удовлетворено. Тифонтаю было предложено креститься и обрезать косу, что по законам Китайской империи было тягчайшим преступлением. 7 октября 1891 года он обратился к генерал-губернатору барону Корфу с прошением, в котором просил разрешения не обрезать ему косу, однако получил отказ. Завершив все дела с китайцами, Тифонтай 18 декабря 1893 года был приведён в русское подданство. В феврале 1895 года Тифонтай стал купцом 1-й гильдии. Будучи предприимчивым купцом, он много сделал для установления торговых связей Российской империи с Маньчжурией. В 1895 г., совместно с хабаровским купцом Богдановым, он снарядил русский пароход «Телеграф», отправившийся в коммерческий рейс по реке Сунгари. Также Тифонтай был известен как щедрый жертвователь на благотворительные и общественные нужды. К концу XIX века у него было три медали, в том числе одна за заслуги перед ведомством православного вероисповедания. При этом сам Тифонтай остался буддистом, носил китайское платье, но своих детей крестил по православному обряду и отправил учиться в Европейскую Россию.
На 1891 год имущество Тифонтая согласно его прошению оценивалось в 20 тысяч рублей, но официально стоимость всех принадлежавших ему земельных участков в Хабаровске вместе с постройками составляла не менее 50 тысяч. Товарооборот фирмы купца составлял от 100 до 153 тысяч рублей.
Разносторонняя деловая активность Тифонтая нередко вызывала обеспокоенность русской дальневосточной общественности, видевшей в расширении его бизнеса свидетельство китаизации российского Дальнего Востока. Так, в 1896 г. корреспондент газеты «Владивосток» писал о своих впечатлениях от поездки на пароходе «Граф Путятин» по р. Уссури:

…На всех пароходах [Амурского] товарищества кухню и буфет держат китайцы, по слухам — подставные лица всемогущего хабаровского Тифонтая, который занимает почетное место везде у добродушных россиян, и от него вполне зависят жители Хабаровска, так как он один доставляет из Китая хлеб для продовольствия.

В 1901 году, после подавления Боксёрского восстания российские войска награбили во дворцах Пекина большое количество ценностей. Часть из них Тифонтай выкупил на свои личные деньги, после чего отправил их своей жене Ян, которая жила у родителей в городе Чифу. Возможно, что он планировал вернуть их Китаю.
Во время русско-японской войны 1904—1905 годов Тифонтай занимался снабжением русских войск. За его счёт был снаряжён целый отряд, были закуплены лошади и амуниция. Генерал японской императорской армии Оку сказал однажды: «Захватить Тифонтая — все равно, что выиграть сражение». Японское командование назначило вознаграждение за поимку купца, после чего тот переселился севернее и продолжил деятельность. Когда японцы увеличили вознаграждение, на Тифонтая было совершено несколько попыток покушений. В те годы Тифонтай, по свидетельству современников, никогда не спал две ночи подряд в одном и том же месте. Один русский офицер так описывал свою встречу с Тифонтаем:
Я хорошо помню жаркий маньчжурский день. Я ехал на боевые позиции… Навстречу мне толпа наших, а в ней толстый, в голубом шелку, благополучный китаец. Наши — были солдаты, и меня удивило его отношение к ним. Как потом оказалось, каждый русский солдат шел к нему как к испытанному другу. Спрашиваю, кто это? — Так что — русский китаёз. — Не понимаю. — Наш. Он тут все время при войсках состоит… Чуть что — все к нему. Изо всякой беды живой рукой вызволит. Хороший человек! Это именно и был Тифонтай. Он, действительно, работал все время на нас…
В записках генерала М. В. Грулёва (хорошо знакомого с купцом) можно найти иронический отзыв о самом Тифонтае и его деятельности во время Русско-японской войны:

В последние годы пришлось много читать в газетах про Тифонтая, имя которого все звончее гремит на Дальнем Востоке. Он прекрасно ведет свою политику с местной высшей администрацией и легко наживает миллион за миллионом. Мне указывали, что Тифонтай совсем обрусел, что он принял русское подданство и даже «женился» на русской. Но во время поездки со мной по Маньчжурии у Тифонтая оказывалась жена с детьми чуть ли не во всех городах по Сунгари: как же ему не иметь русской «жены» в России!
Теперь в Мукдене Тифонтай ворочает большими делами. Вероятно, не один миллион из русской казны перепадает в китайские карманы Тифонтая. Он поставляет для армии все, что угодно. Говорят, что он предложил даже за 1 миллион рублей взять в свои руки разведочную часть, чтобы освободить офицеров Генерального штаба от тяжелой и ответственной задачи; и уверяют, что в штабе склонялись к этой идее. До сих пор жалуются на недостаток сведений о противнике и трудность добывать их, и — чего доброго — покажется заманчивым запречь Тифонтая начальником разведывательного отделения. Полагаю, что за второй миллион он согласился бы быть и начальником штаба. Мы, вероятно, не прочь были бы отдать с подряда Тифонтаю и все ведение войны — только дай нам победу…''

После окончания войны выяснилось, что фирма Тифонтая понесла катастрофические материальные и имущественные потери. После войны он пытался возместить свои убытки, первоначально отправляя прошения в различные инстанции, а затем лично поехав в Санкт-Петербург. Офицер российской армии Немирович-Данченко писал:
Мы уплачивали баснословные убытки другим и нисколько не стеснялись гонять прочь влюбленного в Россию Тифонтая… Ему некогда было оформлять свои «претензии». В горячую пору приходилось работать наспех — где уж тут было думать об «оправдательных документах». Он, впрочем, на это и не рассчитывал. Мечтал вернуть хотя бы то, на что у него в руках были документы. И того бы ему с верхом хватило. Время было лихорадочное, — вынь, да положь, а сколько тебе за это, — потом скажи…
В 1907 году у Тифонтая начались проблемы с кредиторами и подрядчиками, с которыми он сотрудничал во время войны. По их инициативе в Хабаровске была создана «Администрация по делам торгового дома Тифонтай и Ко.», которая обратилась к правительству за содействием в возвращении своих денег. 12 августа 1908 года Тифонтаю было выдано «заимообразное воспособление от казны» в размере 500 тысяч рублей, но всех убытков оно не покрыло.
В 1906 году Тифонтай был награждён орденом Станислава третьей степени, а в 1907 году — орденом Станислава второй степени. В мае 1910 года он скончался в Санкт-Петербурге. Похоронен в Харбине согласно завещанию.